# Symposion Europäischer Bildhauer

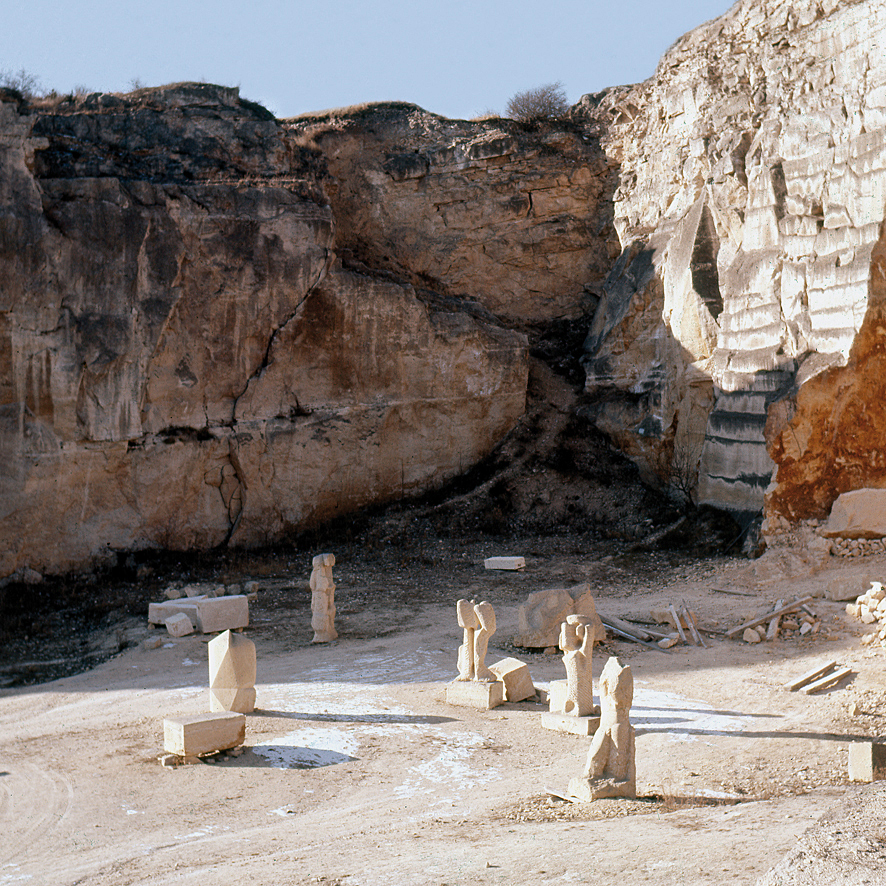
De steengroeve (winter 1960/1961)

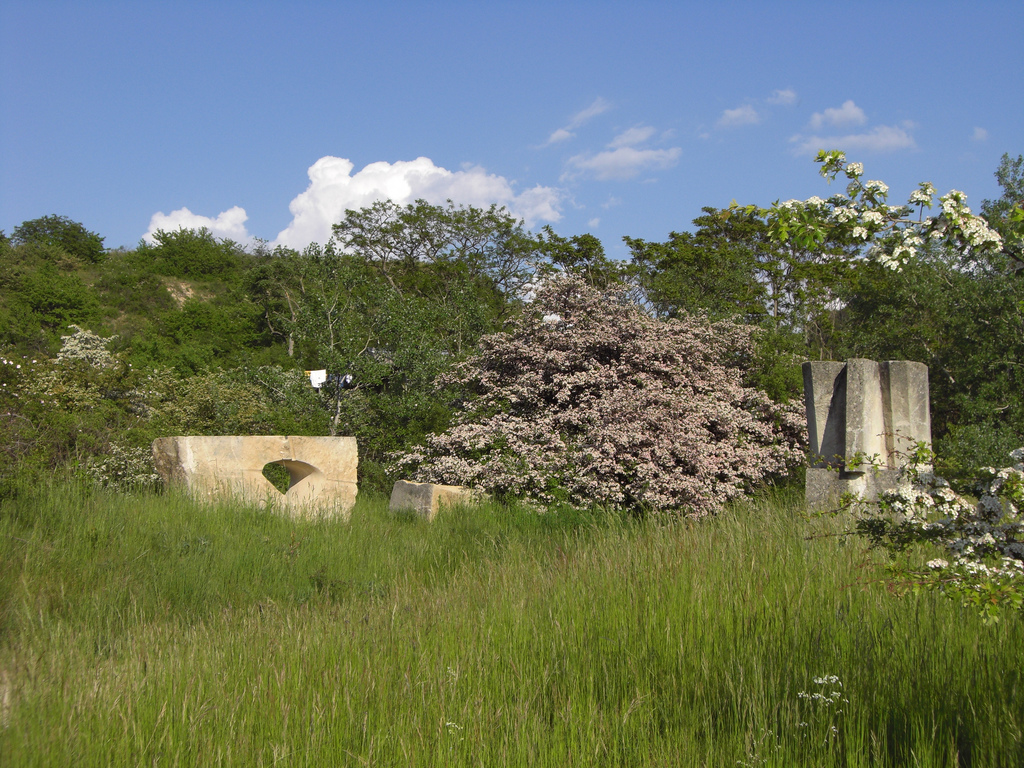
Overzicht Symposionhügel (2008)

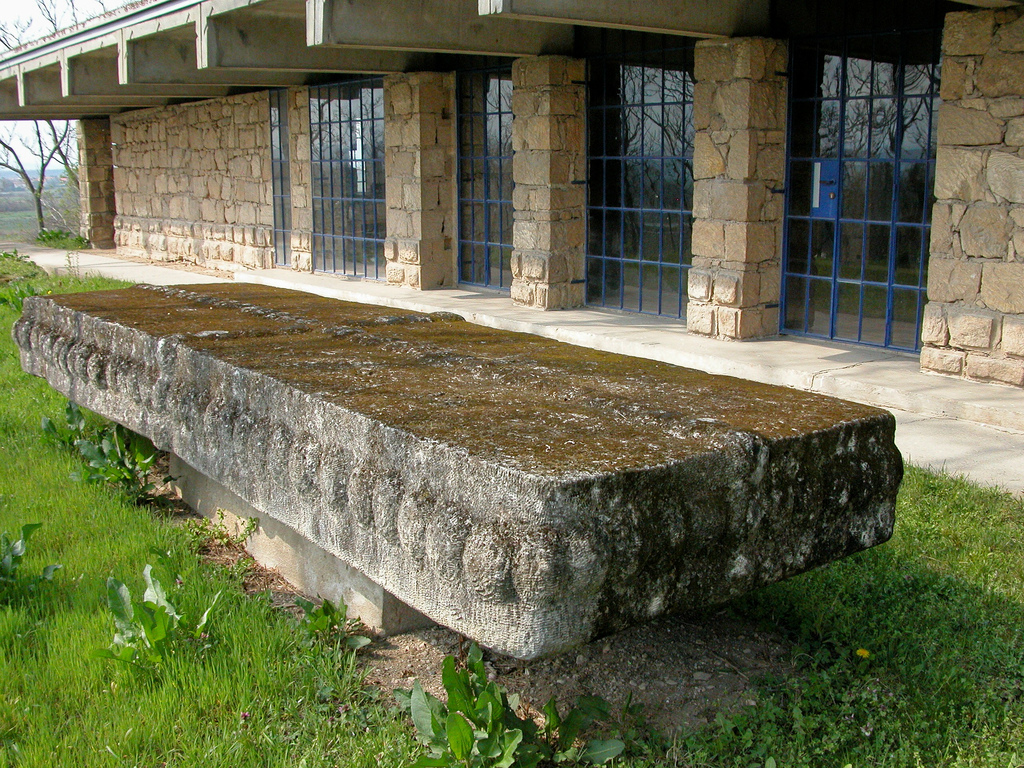
Het verenigingsgebouw, de sculptuur Der Tisch (1969) bevindt zich thans in Pöttsching

Symposion Europäischer Bildhauer is een in 1959 begonnen reeks beeldhouwersymposia van internationale steenbeeldhouwers in St. Margarethen in de Oostenrijkse deelstaat Burgenland.

## Geschiedenis
Karl Prantl kreeg in 1958, tijdens zijn werk aan een grenssteen aan de Oostenrijks-Hongaarse grens en de positieve ervaring die dit werken in de natuur hem gaf, het idee gemeenschappelijk met andere beeldhouwers een beeldhouwersymposium te houden. Nog in hetzelfde jaar organiseerde hij een in 1959 in de Römersteinbruch bij Sankt Margarethen im Burgenland te houden eerste "Symposion Europäischer Bildhauer". Gedurende 3 maanden schiepen Prantl en elf kunstenaars, uit acht landen afkomstig, beeldhouwwerken, die ook ter plekke werden tentoongesteld. Zoals Prantl sindsdien geldt als de initiator en vader van de symposiumgedachte, wordt dit symposium gezien als het startpunt voor de talrijke beeldhouwersymposia die in Europa, Amerika en Azië nog zouden volgen.

## Deelnemers 1959
- Eugène Dodeigne, Frankrijk
- Gerson Fehrenbach, Duitsland
- Janez Lenassi, Slovenië
- Peter Meister, Zwitserland
- Jacques Moeschal, België
- Dino Paolini, Italië
- Karl Prantl, Oostenrijk
- Erich Reischke, Duitsland
- Hans Verhulst, Nederland
- André Willequet, België
- Sepp Wyss, Zwitserland
- Herbert George, Verenigde Staten

## Deelnemers 1960
- Achiam, Frankrijk
- Herbert Baumann, Duitsland
- Yasuo Mizui, Japan (woonde in Frankrijk)
- Kosso Eloul, Canada
- Joachim-Fritz Schultze-Bansen, Duitsland
- Hermann Walenta, Oostenrijk
- Michael Grossert, Zwitserland
- Josef Pillhofer, Oostenrijk
- Jakob Savinšek, Slovenië
- Erwin Thorn, Oostenrijk
- Olgierd Truszynski, Polen

## Deelnemers 1961
- Maria Biljan-Bilger, Oostenrijk
- Agustín Cárdenas, Cuba
- Ajit Chakravarti, Indië
- Yoshikuni Iida, Japan
- Rudolf Kedl, Oostenrijk
- Günther Roth, Duitsland
- Ursula Sax, Duitsland
- Alina Szapocznikow, Polen
- Giorgio Zennaro, Italië

## Deelnemers na 1962
Tot de vele tientallen steenbeeldhouwers die na 1962 deelnamen aan een der symposia behoren onder anderen: Hiromi Akiyama, Miloslav Chlupáč, Elmar Daucher, Makoto Fujiwara, Herbert George, Michael Grossert, Fritz Hartlauer, Mathias Hietz, Oskar Höfinger, Peter Holowka, Rolf Jörres, Peter Knapp, Leo Kornbrust, Kubach-Wilmsen, Franz Xaver Ölzant, Heinz L. Pistol, Krishna Reddy, Adolf Ryszka, Jakob Savinšek, Paul Schneider, Buky Schwartz, Jiří Seifert, Alina Szapocznikow, Pierre Székely, Magdalena Wiecek, Olbram Zoubek en vele andere kunstenaars.

## Het vervolg
In 1961/1963 vond het symposium met 18 deelnemers plaats in het Tiergartenpark in Berlijn, als onmiddellijke reactie op en demonstratie tegen de bouw van de Berlijnse Muur in 1961, daarom ook wel het Mauer Symposion genoemd. Het symposium ontving in 1963 de Deutschen Kritikerpreis, maar kreeg overigens weinig erkenning en vooral weinig ondersteuning van de autoriteiten. In 1968 kreeg het symposium op het werk/tentoonstellingsterrein, de Symposionhügel een eigen onderkomen in een door de Oostenrijkse architect Johann Georg Gsted tussen 1962 en 1968 omgebouwde en gerestaureerde voormalige ruïne.
Prantl ontving zelf de Großer Österreichischer Staatspreis 2008, maar zei hier zelf over, dat hij de prijsuitreiking met gemengde gevoelens tegemoet zag.
Het symposium vond in 2000 plaats met tien deelnemers in Oggelshausen in de Duitse deelstaat Baden-Württemberg.

## Fotogalerij

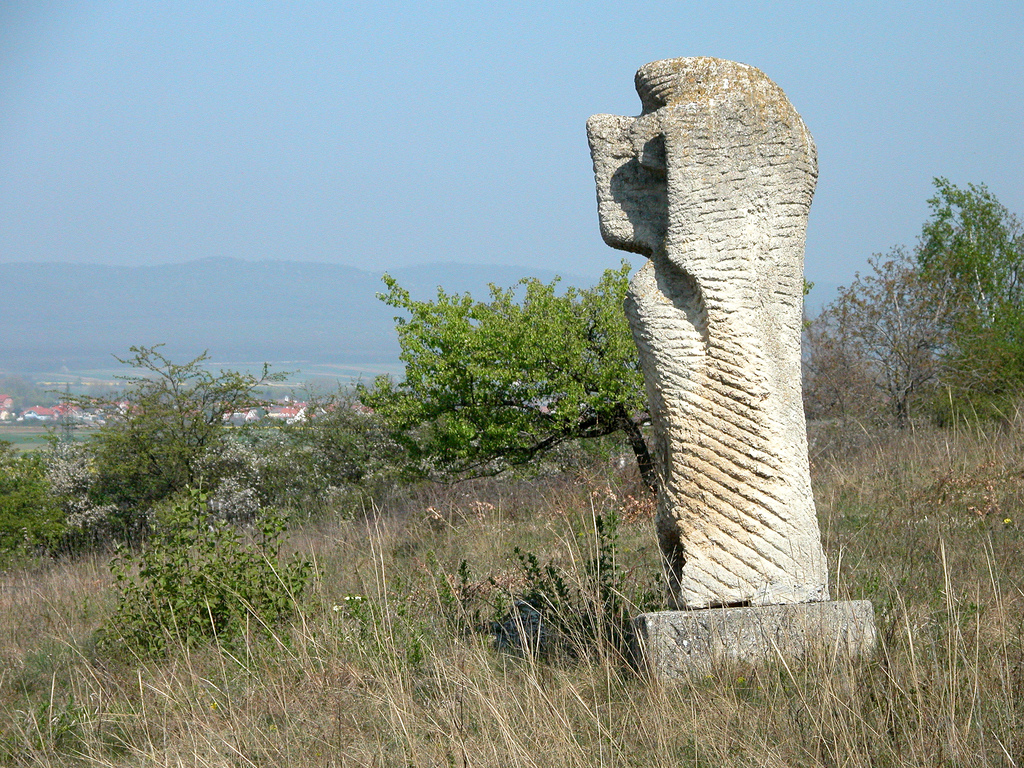
bijdrage van Eugène Dodeigne (1959)
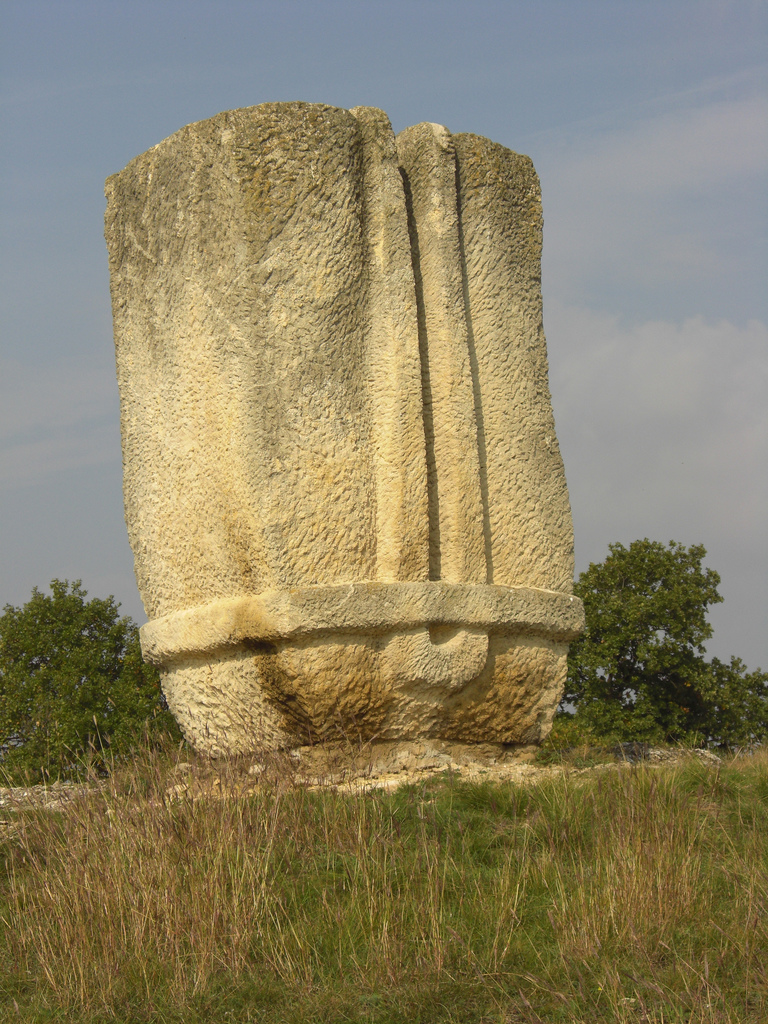
bijdrage van Herbert Baumann (1960)
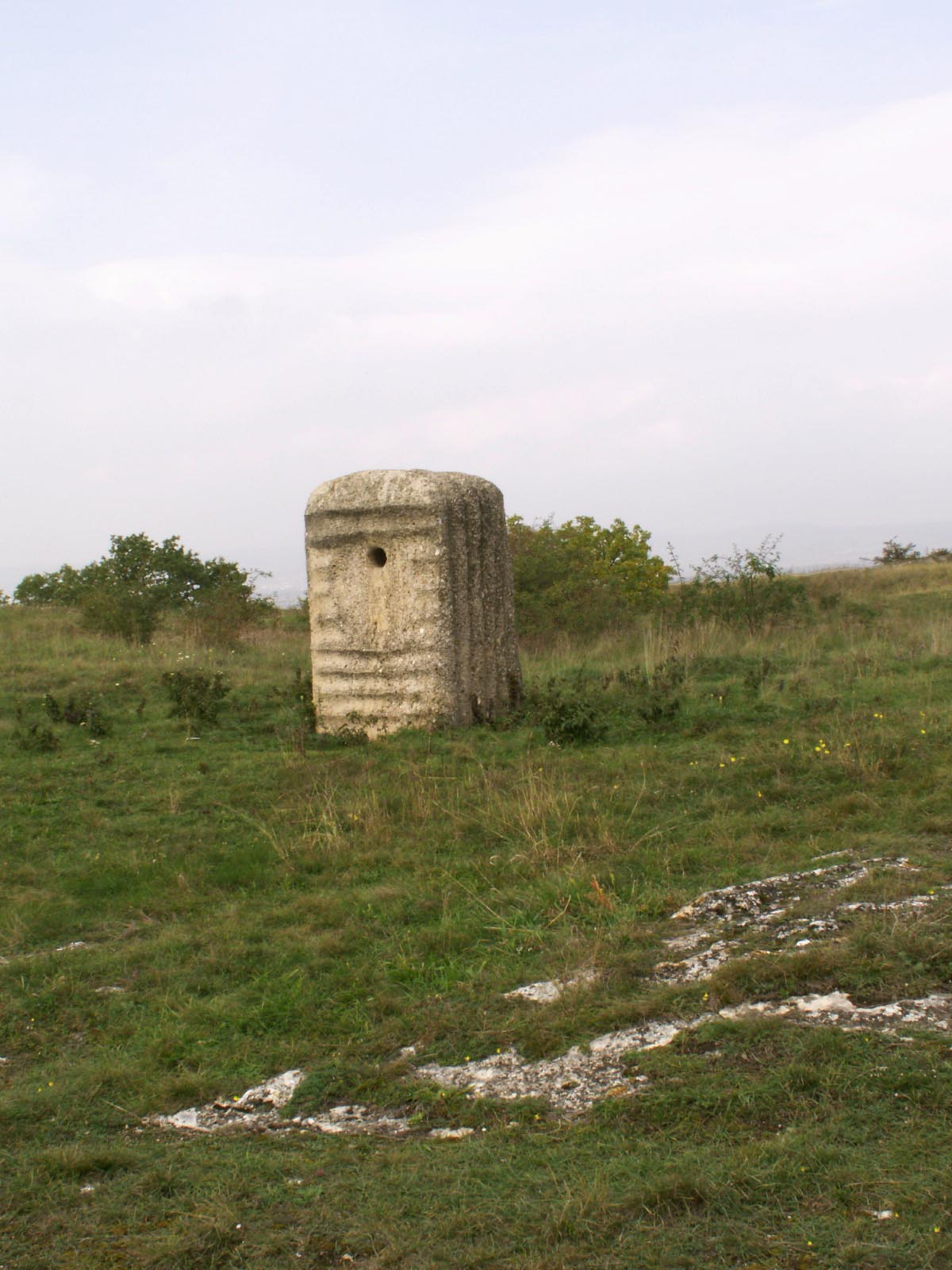
bijdrage van Karl Prantl (1963)
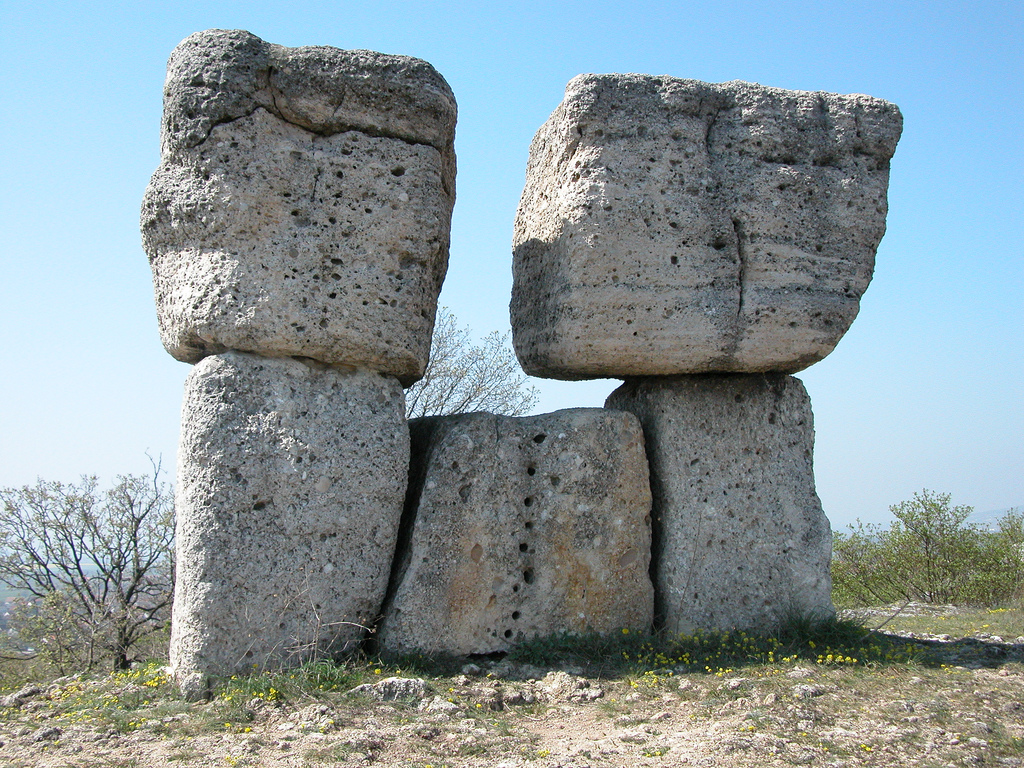
bijdrage van Rolf Jörres (1964) - thans in Pöttsching
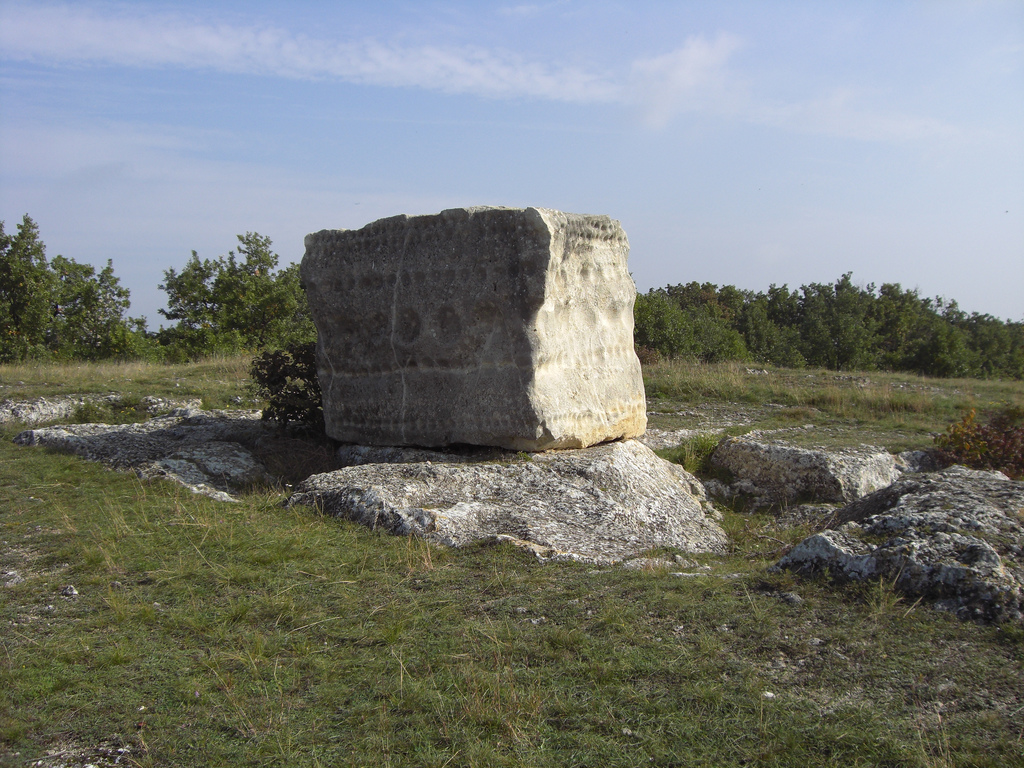
bijdrage van Karl Prantl